# Zabada
Zabada – wieś w Syrii, w muhafazie Hama, w dystrykcie Hama. W 2004 roku liczyła 753 mieszkańców.